# Oudemansicheyla coprosmae
Oudemansicheyla coprosmae är en spindeldjursart som beskrevs av Thewke och Enns 1976. Oudemansicheyla coprosmae ingår i släktet Oudemansicheyla och familjen Cheyletidae. Inga underarter finns listade i Catalogue of Life.